# Lyerly
Lyerly es un pueblo ubicado en el condado de Chattooga, Georgia, Estados Unidos. Según el censo de 2020, tiene una población de 454 habitantes.

## Demografía
En el 2000, los ingresos promedio de los hogares eran de $32,632 y los ingresos promedio de las familias eran de $34,904. Los ingresos per cápita eran de $13,958. Los hombres tenían un ingreso per cápita de $24,167 contra $20,179 para las mujeres.
Según la estimación 2015-2019, los ingresos promedio de los hogares son de $32,375 y los ingresos promedio de las familias son de $40,833. Alrededor del 16.9% de la población está por debajo del umbral de pobreza.

## Geografía
La localidad está ubicada en las coordenadas 34°24′12″N 85°24′15″O / 34.40333, -85.40417 (34.403432, -85.404092).
Según la Oficina del Censo, la localidad tiene un área total de 1.95 km², correspondiente en su totalidad a tierra firme.